# Galáxia Anã da Fênix
A Galáxia Anã da Fênix galáxia anã irregular que foi descoberta em 1976 por Hans-Emil Schuster e Richard Martin West, foi confudida com um aglomerado globular. Atualmente, está a 1,44 milhões de anos-luz da Terra. Chama-se assim porque está situada na constelação de Phoenix.

## Características
A parte interna da Anã da Fênix está cheia de jovens estrelas movendo-se de Leste a Oeste e uma parte exterior composta principalmente de velhas estrelas que se deslocam de Norte a Sul. A região central da formação estelar parece ter sido relativamente constante ao longo do tempo (Martinez-Delgado et al. 1999). Em 1999, St-Germain et al. descobriram uma região HI com cerca de 105 M☉ apenas no oeste da Fênix. Sua velocidade radial é -23 km/s, podendo estar fisicamente associada a Fênix, se for verificado que tem uma velocidade radial semelhante.